# Komorowo (Łukta)
Komorowo (deutsch Kämmersdorf) ist ein Ort in der polnischen Woiwodschaft Ermland-Masuren. Es gehört zur Gmina Łukta (Landgemeinde Locken) im Powiat Ostródzki (Kreis Osterode in Ostpreußen).

## Geographische Lage
Komorowo liegt im Westen der Woiwodschaft Ermland-Masuren, 15 Kilometer nordöstlich der Kreisstadt Ostróda (deutsch Osterode in Ostpreußen).

## Geschichte
Das seinerzeitige Kämmersdorf wurde 1354 erstmals urkundlich erwähnt. Zwischen 1874 und 1945 war der Ort in den Amtsbezirk Locken (polnisch Łukta) im Kreis Osterode in Ostpreußen eingegliedert.
Im Jahre 1910 waren in Kämmersdorf 190 Einwohner gemeldet. Ihre Zahl verringerte sich bis 1933 auf 167 und belief sich 1939 auf 169. Die Einwohner lebten 1939 in 37 Haushalten. 128 von ihnen arbeiteten in der Land- und Forstwirtschaft, während 20 in Industrie und Handwerk tätig waren.
1945 kam Kämmersdorf in Kriegsfolge mit dem gesamten südlichen Ostpreußen zu Polen. Der Ort erhielt die polnische Namensform „Komorowo“ und ist heute mit dem Sitz eines Schulzenamts (polnisch Sołectwo) eine Ortschaft innerhalb der Landgemeinde Łukta (Locken) im Powiat Ostródzki (Kreis Osterode in Ostpreußen), bis 1998 der Woiwodschaft Olsztyn, seither der Woiwodschaft Ermland-Masuren (mit Sitz in Olsztyn (Allenstein)) zugehörig.
Im Jahre 2011 zählte Komorowo 187 Einwohner.

## Kirche
Bis 1945 war Kämmersdorf in die evangelische Kirche Locken (polnisch Łukta) in der Kirchenprovinz Ostpreußen der Kirche der Altpreußischen Union, außerdem in die römisch-katholische Kirche Osterode in Ostpreußen (polnisch Ostróda) eingepfarrt.
Heute gehört Komorowo zur evangelischen Kirche Łęguty, einer Filialkirche von Ostróda in der Diözese Masuren der Evangelisch-Augsburgischen Kirche in Polen, sowie zur römisch-katholischen Kirche der Muttergottes von Częstochowa Łukta (Locken) im Erzbistum Ermland.

## Verkehr
Komorowo liegt nordöstlich von Łukta und ist von dort auf direktem Wege zu erreichen. Die nächste Bahnstation ist Gamerki Wielkie (Groß Gemmern) an der Bahnstrecke Olsztyn–Bogaczewo (deutsch Allenstein–Güldenboden).